# Novoivanivka, Berdeansk
Novoivanivka (în ucraineană Новоіванівка) este un sat în comuna Mîkolaiivka din raionul Berdeansk, regiunea Zaporijjea, Ucraina.

## Demografie
Componența lingvistică a localității Novoivanivka
     Ucraineană (81,25%)
     Rusă (18,75%)
Conform recensământului din 2001, majoritatea populației localității Novoivanivka era vorbitoare de ucraineană (81,25%), existând în minoritate și vorbitori de rusă (18,75%).